# آرتا
آرتا (باليونانية: Άρτα) مدينة تقع في غرب اليونان وهي عاصمة مقاطعة آرتا، كانت في القرون الوسطى عاصمة إمارة إبيروس البيزنطية. تقع ضمن انحناءة يشكلها نهر أراخثوس. يبلغ عدد سكانها حوالي 30,000 نسمة.

## التاريخ
كانت منطقة دلتا نهر أراخثوس مسكونة منذ زمن مبكر، أصبحت آرتا القديمة (أمبراسيا) مستعمرة لكورنث في منتصف القرن السابع قبل الميلاد، واكتسبت أهمية أكبر في القرن الثالث الميلادي عندما نقل بيروس الإبيري عاصمته إلى (أمبراسيا).
بعد سقوط القسطنطينية بيد الفرنجة عام 1204 م، أقام ميخائيل الأول أنغيلوس إمارة إبيروس البيزنطية وجعل من مدينة آرتا عاصمةً لها، وازدهرت المدينة كمركز لإنتاج السيراميك والمواد الزراعية التي استخدمت للتجارة مع البندقية وراغوزا.
سقطت المدينة بيد العثمانيين عام 1449، ثم بيد البندقية، ومن ثم عادت إلى سيطرة العثمانيين. ولد فيها عام 1774 خوجا إسحق أفندي وهو أول من أدخل العلم الحديث إلى التعليم العثماني.
أصبحت المدينة جزءاً من اليونان عام 1881.

## المعالم الأساسية
- حصن الفروريون (Frourion) : وهو حصن يعود للقرن الثالث عشر ميلادي مع إضافات عثمانية لاحقة ويطل على انحناءة النهر.
- كنيسة القديس باصيل (أغيوس فايليوس): وتعود للقرن الرابع عشر ميلادي.
- كنيسة القديسة ثيودورا (أيَا ثيوذورا): وتعود للقرن الثالث عشر ميلادي، وهي شفيعة آرتا.
- كنيسة باناغيَا باريغوريتيسا (Panaghia Parigoritissa): بنيت عام 1282 من قبل نيكوفوروس ابن ميخائيل الثاني أمير إبيروس.
- بقايا معبد أبولو الدوري ويعود للقرن الخامس قبل الميلاد.

## متفرقات
- يقع جسر آرتا في ضواحي المدينة الغربية، وهو معلم عثماني فريد من نوعه من حيث التصميم وفن العمارة والهندسة، حيث يتكون من قوس مركزي كبير يتحدى قوانين الجاذبية وثلاثة أقواس جانبية صغيرة.
- ومن الآثار الإسلامية الأخرى قرب آرتا مسجد فائق باشا والذي يقع على بعد 3 كيلومترات من آرتا بين بيارات البرتقال.
- يدعى نادي المدينة لكرة القدم أنايينيسي آرتاس.

## أعلام
- يانيس اناستاسيو
- إسحق أفندي
- أنتونيوس نيكوبوليديس